# Ergosina

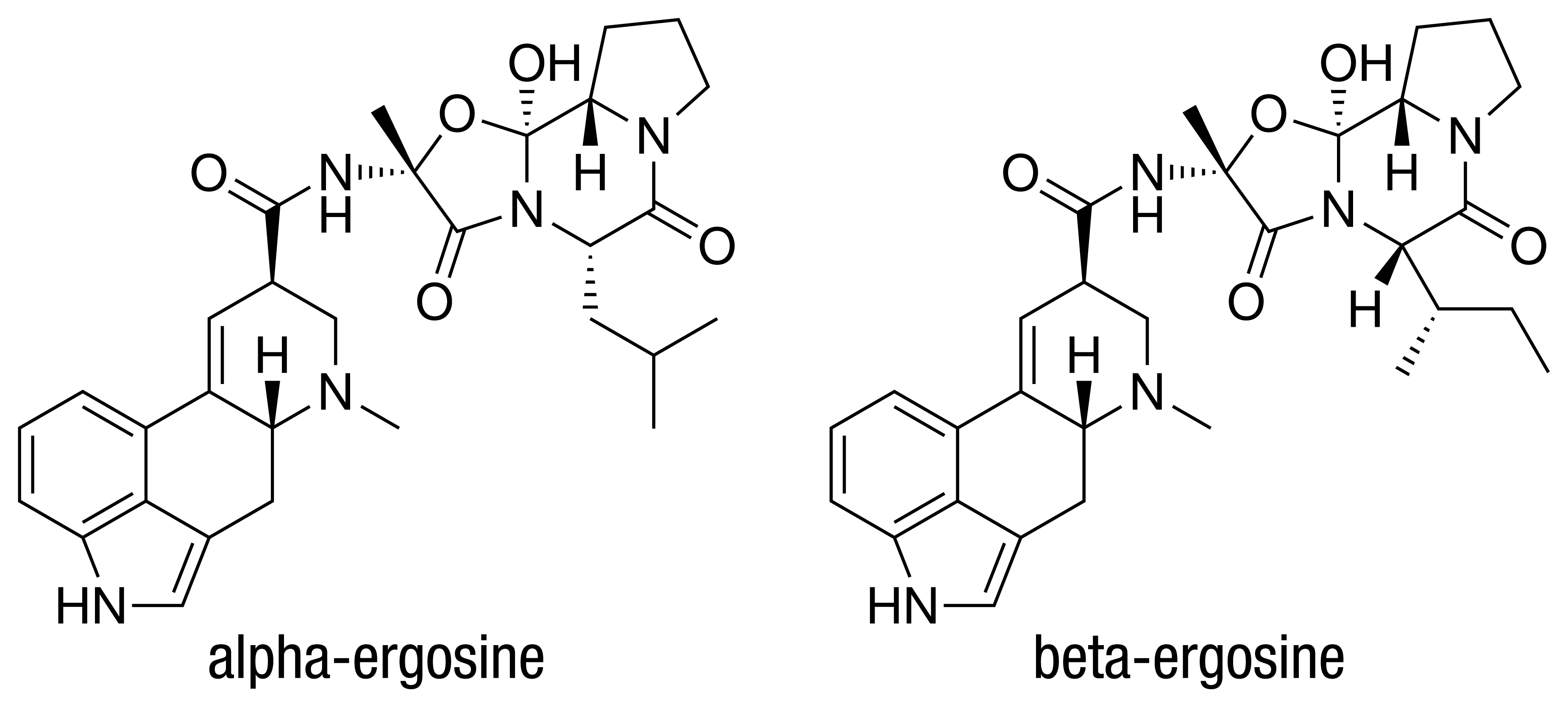
alpha y beta ergosina

Ergosinas con compuestos químicos como ergoloides aislados de Claviceps purpurea.